# Estação Brigadeiro
A Estação Brigadeiro é uma das estações da Linha 2–Verde do Metrô de São Paulo. Futuramente, deverá atender também a Linha 19-Celeste (Bosque Maia–Campo Belo).
Inaugurada em 25 de janeiro de 1991, a estação foi construída sob a Avenida Paulista, altura do nº 447. Ela leva este nome em referência à Avenida Brigadeiro Luís Antônio, localizada a alguns metros da estação, no cruzamento com a Avenida Paulista.

## Características

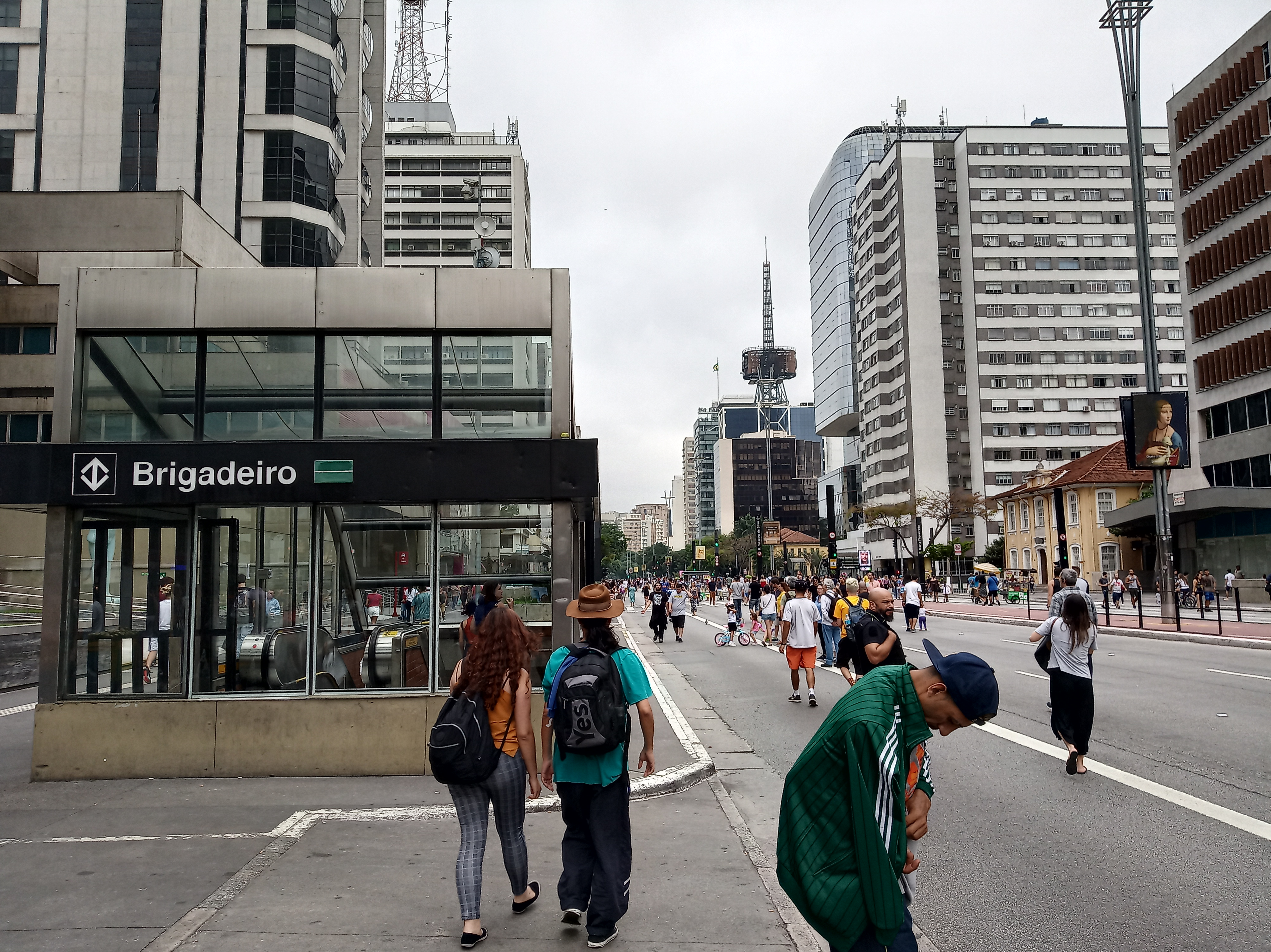
Uma das entradas da estação vista a partir da Avenida Paulista

Estação enterrada, composta por dois mezaninos de distribuição em cada extremo e plataforma central. Possui acesso para pessoas portadoras de deficiência.
Capacidade de até 20.000 passageiros por dia.
Área construída de 8.790 m².

## Obras de arte
- Cores e Formas, Cícero Dias, painel (1991); pintura a revólver em lajotas ceramicas (2,00 x 10,00 m); instalado na plataforma de embarque sentido Estação Vila Prudente.[5]
- Desaceleração, Fernando Lemos, painel (1991); pintura a revólver em lajotas ceramicas (2,00 x 20,00 m); instalado na plataforma de embarque sentido Estação Vila Madalena.[5]

## Tabelas
| Linha   | Terminais                     | Estações | Principais destinos                                                                          | Duração das viagens (min) | Intervalo entre trens (min) | Funcionamento                                                 |
| ------- | ----------------------------- | -------- | -------------------------------------------------------------------------------------------- | ------------------------- | --------------------------- | ------------------------------------------------------------- |
| 2 Verde | Vila Madalena ↔ Vila Prudente | 14       | Vila Madalena, Clínicas, Bela Vista, Paraíso, Vila Mariana, Cursino, Ipiranga, Vila Prudente | 28                        | 3                           | Diariamente, das 4h40 à 0h24; Sábados até a 1 hora de domingo |

| Sigla | Estação    | Inauguração           | Capacidade                   | Integração               | Plataformas | Posição     | Notas                                      |
| ----- | ---------- | --------------------- | ---------------------------- | ------------------------ | ----------- | ----------- | ------------------------------------------ |
| BGD   | Brigadeiro | 25 de janeiro de 1991 | 20 mil passageiros hora/pico | Bilhete Único da SPTrans | Central     | Subterrânea | Estação com estrutura de concreto aparente |